# Myrmekiaphila neilyoungi
Myrmekiaphila neilyoungi is een spin uit de familie Euctenizidae. De spin is vernoemd naar singer-songwriter Neil Young.

## Verspreiding en leefwijze
De soort is algemeen in Alabama en is ook aangetroffen in het noordwesten van Florida. Hij leeft net als valdeurspinnen ondergronds in een met spinzijde bespannen holte onder een klapdeur van spinzijde en aarde. Wanneer een prooidier in de buurt komt merkt de spin de trillingen op en valt hij het aan.

## Taxonomie en naamgeving
Exemplaren van M. neilyoungi werden al sinds 1940 regelmatig verzameld, maar werden niet herkend als een nieuwe soort. In 2007 werd de soort voor het eerst geldig gepubliceerd door Jason Bond, hoogleraar Biologie aan de Auburn University, en Norman I. Platnick, curator van het American Museum of Natural History in New York. Zij deden dit op basis van een studie op het holotype van een mannetje en het paratype van een vrouwtje, die beiden in 1998 waren verzameld in Jefferson County te Alabama.

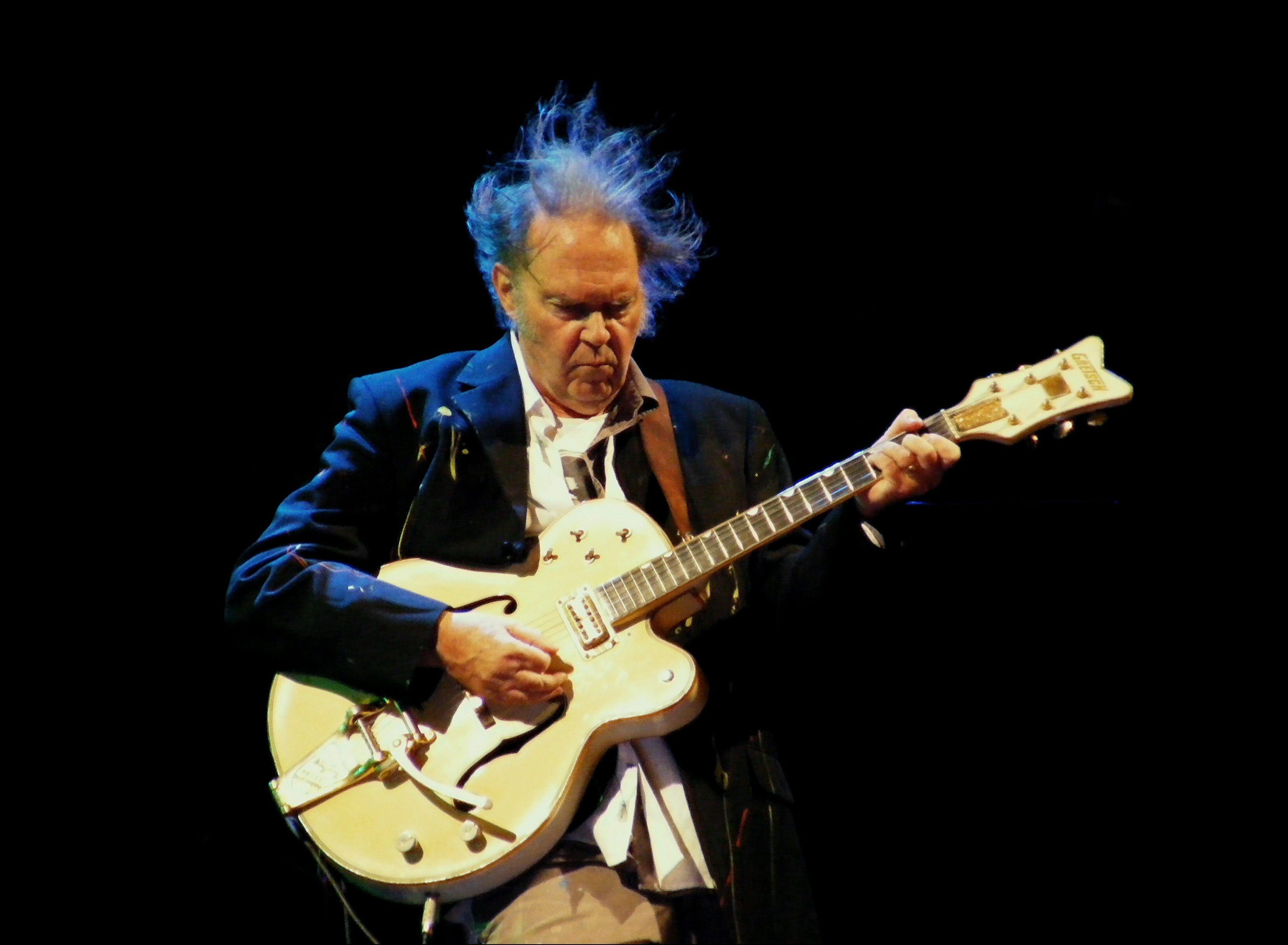
Jason Bond koos de soortnaam ter ere van Neil Young.

Jason Bond vernoemde de spin naar Neil Young, de Canadese singer-songwriter die onder andere bekend is van zijn werk met Crosby, Stills, Nash & Young en zijn solowerk met Crazy Horse. Volgens eigen zeggen wilde Bond op deze manier erkenning geven aan Youngs muziek en zijn inzet op het gebied van de bevordering van vrede en gerechtigheid.